# 孔弘
孔弘（？—？），孔子十六世孙，孔何齐之子，西汉宋公。
新朝始建国元年（公元9年），宋公孔弘以商朝后代的身份随着朝代更换而移动位次，被改封章昭侯，地位为恪。